# Копривна въшка значка
Копривните въшки значки (Orthezia urticae) са вид насекоми от семейство Ortheziidae, единствен представител на род Orthezia.
Таксонът е описан за пръв път от Карл Линей през 1758 година.